# Ischasia nigripes
Ischasia nigripes är en skalbaggsart som beskrevs av Dmytro Zajciw 1973. Ischasia nigripes ingår i släktet Ischasia och familjen långhorningar. Inga underarter finns listade i Catalogue of Life.